# Кубок Косова з футболу 2017—2018
Кубок Косова з футболу 2017–2018 — 10-й розіграш кубкового футбольного турніру в Косові після проголошення незалежності. Титул вп'яте здобула Приштина.

## Календар
| Раунд           | Дата             | Матчі | Клуби   |
| --------------- | ---------------- | ----- | ------- |
| Перший раунд    | 18 жовтня 2017   | 14    | 57 → 43 |
| Другий раунд    | 1 листопада 2017 | 15    | 43 → 28 |
| Третій раунд    | 5-7 грудня 2017  | 14    | 28 → 14 |
| Четвертий раунд | 14 лютого 2018   | 7     | 14 → 7  |
| П'ятий раунд    | 6-7 березня 2018 | 3     | 7 → 4   |
| 1/2 фіналу      | 4/18 квітня 2018 | 4     | 4 → 2   |
| Фінал           | 27 травня 2018   | 1     | 2 → 1   |

## Четвертий раунд
| Команда 1      | Рахунок      | Команда 2           |
| -------------- | ------------ | ------------------- |
| 14 лютого 2018 |              |                     |
| Балкані (2)    | 0:1 дч       | Г'їлані             |
| Трепча'89      | 0:2          | Ллапі               |
| Веллажнімі     | 1:0          | Раховеці (2)        |
| Дреніца        | 7:1          | Арберія (3)         |
| Вуштррія (2)   | 1:1 пен. 6:5 | Лірія               |
| Істогу (3)     | 0:1          | Дріта               |
| Приштина       | 5:0          | Косова Пріштіне (2) |

## П'ятий раунд
Команда Дреніца пройшла до наступного раунду після жеребкування.
| Команда 1      | Рахунок      | Команда 2    |
| -------------- | ------------ | ------------ |
| 6 березня 2018 |              |              |
| Дріта          | 2:2 пен. 5:6 | Веллажнімі   |
| 7 березня 2018 |              |              |
| Ллапі          | 2:2 пен. 2:3 | Приштина     |
| Г'їлані        | 0:1          | Вуштррія (2) |

## 1/2 фіналу
| Команда 1        | Заг.    | Команда 2    | 1-й матч | 2-й матч |
| ---------------- | ------- | ------------ | -------- | -------- |
| 4/18 квітня 2018 |         |              |          |          |
| Приштина         | 2:1     | Вуштррія (2) | 1:0      | 1:1 дч   |
| Дреніца          | 1:1 (ч) | Веллажнімі   | 1:1      | 0:0      |

## Фінал
| 27 травня 2018 10:30 (EEST) |

| Веллажнімі | 1:1 дч пен. 4:5 | Приштина   |
| ---------- | --------------- | ---------- |
| Халід 21'  | Протокол        | Рогова 79' |

| Олімпійський стадіон Адем Яшарі, Косовська Мітровиця Арбітр: Фатмір Тахірі |